# Joseph Gyau
Joseph-Claude Agyeman Gyau (Tampa, Florida; 16 de septiembre de 1992), más conocido como Joe Gyau, es un futbolista estadounidense que juega como centrocampista para el Las Vegas Lights de la USL Championship.

## Trayectoria

### TSG 1899 Hoffenheim
Gyau es un producto de la Academia de Fútbol IMG de los Estados Unidos, habiendo jugado allí entre 2007 y 2009. En 2009 fichó para el club alemán TSG 1899 Hoffenheim y debutó en la temporada 2010-11 jugando para el equipo de reservas. Gyau debutó con el primer equipo el 8 de febrero de 2012, entrando como sustituto en la segunda mitad en reemplazo de su compatriota Fabian Johnson en la derrota del Hoffenheim 1-0 contra el Greuther Fürth por los cuartos de final de la DFB-Pokal. El 13 de abril de 2012, Gyau firmó un contrato por tres años con el Hoffenheim.

### FC St. Pauli
El 30 de agosto de 2012 el FC St. Pauli de la segunda división de Alemania fichó a Gyau a préstamo por el resto de la temporada. Realizó su debut con el club el 25 de septiembre de 2012, entrando el segundo tiempo en la derrota 0-1 ante el VfR Aalen por la 2. Bundesliga. Fue titular por primera vez el 31 de octubre de 2012, jugando los 90 minutos del partido por la DFB-Pokal ante el VfB Stuttgart.

### Regreso al Hoffenheim
Gyau regresó al Hoffenheim en 2013, pero no volvió a jugar para el primer equipo hasta abril de 2014, cuando hizo su debut en la 1. Bundesliga el 26 de ese mes, ingresando en el segundo tiempo del partido en el que su club empató 0-0 contra en Eintracht Frankfurt.

### Borussia Dortmund II
El 30 de junio de 2014 se confirmó su traspaso al Borussia Dortmund de la 1. Bundesliga alemana, equipo con el que inicialmente trabajó con el combinado sub-23 que juega en la 3. Bundesliga. Gyau hizo su debut con este último el 9 de agosto de 2014 anotando dos goles en la victoria 5-1 sobre el Jahn Regensberg  en la 3. Bundesliga. Gyau fue incluido en la plantilla del Borussia Dortmund en un partido por la 1. Bundesliga el 13 de septiembre de 2014, pero finalmente no llegó a debutar con el primer equipo. No obstante, debutó con el club en la Bundesliga el 24 de septiembre, ingresando en los últimos quince minutos del encuentro en el que el Dortmund empataría 2-2 frente al Stuttgart.

## Selección nacional

### Selecciones inferiores
Gyau ha sido un miembro regular de los equipos inferiores de los Estados Unidos. Entre sus apariciones con la selección estadounidense sub-17 y sub-20 acumula más de 30 partidos y 6 goles.
Gyau fue llamado para los campamentos de entrenamiento de finales del año 2011 de la selección sub-23 con miras al torneo Preolímpico de CONCACAF de 2012, y debutó con esta selección el 29 de febrero en el amistoso con el seleccionado sub-23 de México. Estados Unidos terminaría ganando el partido 2-0.  El 12 de marzo de 2012, Gyau fue llamado nuevamente a la selección sub-23, como parte de la lista provisional de 19 jugadores para enfrentar la eliminatoria CONCACAF para las Olimpiadas en Londres. Gyau luego jugó los tres partidos jugados en la fase de grupos por los Estados Unidos viniendo desde la banca.

### Selección mayor
El 12 de noviembre de 2012 se anunció que Gyau había sido convocado por primera vez a la selección mayor por el técnico Jürgen Klinsmann, con miras a un partido amistoso frente a Rusia en Krasnodar. No obstante, Gyau no formó parte de la plantilla de 18 jugadores el día del partido. Gyau finalmente debutaría con la selección nacional el 3 de septiembre de 2014, jugando los 90 minutos en la victoria 1-0 en un partido amistoso frente a la República Checa.

## Estadísticas
Actualizado el 7 de noviembre de 2021.
| TSG 1899 Hoffenheim · Alemania                        | 1.ª           | 2011-12       | 0   | 0 | 1 | 0 | ― | ― | 1   | 0 |
| F. C. St. Pauli · Alemania                            | 2.ª           | 2012-13       | 15  | 0 | 1 | 0 | ― | ― | 16  | 0 |
| F. C. St. Pauli · Alemania                            | Total club    | Total club    | 15  | 0 | 1 | 0 | 0 | 0 | 16  | 0 |
| TSG 1899 Hoffenheim · Alemania                        | 1.ª           | 2013-14       | 2   | 0 | 0 | 0 | ― | ― | 2   | 0 |
| TSG 1899 Hoffenheim · Alemania                        | Total club    | Total club    | 2   | 0 | 1 | 0 | 0 | 0 | 3   | 0 |
| Borussia Dortmund · Alemania                          | 1.ª           | 2014-15       | 1   | 0 | 0 | 0 | 0 | 0 | 1   | 0 |
| Borussia Dortmund · Alemania                          | Total club    | Total club    | 1   | 0 | 0 | 0 | 0 | 0 | 1   | 0 |
| SG Sonnenhof Großaspach · Alemania                    | 3.ª           | 2016-17       | 16  | 1 | ― | ― | ― | ― | 16  | 1 |
| SG Sonnenhof Großaspach · Alemania                    | 3.ª           | 2017-18       | 30  | 5 | ― | ― | ― | ― | 30  | 5 |
| SG Sonnenhof Großaspach · Alemania                    | Total club    | Total club    | 46  | 6 | 0 | 0 | 0 | 0 | 46  | 6 |
| MSV Duisburgo · Alemania                              | 2.ª           | 2018-19       | 20  | 2 | 0 | 0 | ― | ― | 20  | 2 |
| MSV Duisburgo · Alemania                              | Total club    | Total club    | 20  | 2 | 0 | 0 | 0 | 0 | 20  | 2 |
| F. C. Cincinnati Estados Unidos                       | 1.ª           | 2019          | 8   | 0 | ― | ― | ― | ― | 8   | 0 |
| F. C. Cincinnati Estados Unidos                       | 1.ª           | 2020          | 22  | 1 | ― | ― | ― | ― | 22  | 1 |
| F. C. Cincinnati Estados Unidos                       | 1.ª           | 2021          | 21  | 0 | ― | ― | ― | ― | 21  | 0 |
| F. C. Cincinnati Estados Unidos                       | Total club    | Total club    | 51  | 1 | 0 | 0 | 0 | 0 | 51  | 1 |
| Total carrera                                         | Total carrera | Total carrera | 135 | 9 | 2 | 0 | 0 | 0 | 137 | 9 |
| (1)Incluye datos de la DFB Pokal (2011/2012, 2012/13) |               |               |     |   |   |   |   |   |     |   |